# Anomala conjuga
Anomala conjuga är en skalbaggsart som beskrevs av Gilbert John Arrow 1901. Anomala conjuga ingår i släktet Anomala och familjen Rutelidae. Inga underarter finns listade i Catalogue of Life.